# Live at Birdland (album Włodka Pawlika)
Live at Birdland – koncertowy album polskiego pianisty jazzowego Włodka Pawlika i jego tria, nagrany podczas wspólnego występu z udziałem amerykańskiego saksofonisty Richiego Cole’a.
Koncert miał miejsce 11 listopada 1989 w klubie Birdland w Hamburgu. Album został wydany w 1993 przez wytwórnię Polonia Records. W 1994 na okładce płyty wydanej przez Koch International zamieszczono grafikę, której autorem jest Rafał Olbiński.

## Muzycy
- Richie Cole – saksofon altowy, śpiew
- Włodek Pawlik – fortepian
- Zbigniew Wegehaupt – kontrabas
- Piotr Jankowski – perkusja

## Lista utworów
| 1.  | „Softly as in a Morning Sunrise”       | 6:56  |
|     |                                        |       |
| 2.  | „Song for Children”                    | 6:52  |
|     |                                        |       |
| 3.  | „Polish Jazz Dance”                    | 3:27  |
|     |                                        |       |
| 4.  | „The Gipsy”                            | 7:15  |
|     |                                        |       |
| 5.  | „Medley: I've Got The Rythm / Caravan” | 6:14  |
|     |                                        |       |
| 6.  | „Misty”                                | 5:15  |
|     |                                        |       |
| 7.  | „What a Wonderful World”               | 8:17  |
|     |                                        |       |
| 8.  | „Billie's Bounce”                      | 8:29  |
|     |                                        |       |
| 9.  | „Tico Tico”                            | 3:22  |
|     |                                        |       |
| 10. | „Richie Cole Theme”                    | 2:18  |
|     |                                        |       |
|     |                                        | 58:25 |
|     |                                        |       |